# Station Radzikowice
Station Radzikowice is een spoorwegstation in de Poolse plaats Radzikowice.